# Fernando Jubero
Fernando Jubero Carmona (ur. 27 lutego 1974 w Barcelonie) – hiszpański trener piłkarski.